# Justin Gray (ur. 1995)
Justin Gray (ur. 15 grudnia 1995 w Tampie) – amerykański koszykarz, występujący na pozycjach rzucającego obrońcy lub niskiego skrzydłowego, posiadający także obywatelstwo Wysp Dziewiczych, reprezentant tego kraju, obecnie zawodnik PGE Spójni Stargard.
17 czerwca 2021 dołączył do PGE Spójni Stargard.

## Osiągnięcia
Stan na 14 grudnia 2021, na podstawie, o ile nie zaznaczono inaczej.
NCAA
- Uczestnik rozgrywek:
  - Elite 8 turnieju NCAA (2018)
  - turnieju NCAA (2016, 2018)
- Zaliczony do I składu:
  - All-Big 12 Academic Team (2016, 2017)
  - All-Big 12 Academic Rookie Team (2015)

Reprezentacja
- Uczestnik
  - mistrzostw Ameryki:
    - 2017 – 4. miejsce
    - mistrzostw Ameryki U–18 (2012 – 7. miejsce)

  - amerykańskich kwalifikacji do mistrzostw świata (2017 – 12. miejsce)